# Cartaxo (gemeente)
Cartaxo is een plaats en gemeente in het Portugese district Santarém.
De gemeente heeft een totale oppervlakte van 157 km² en telde 23.389 inwoners in 2001.

## Plaatsen in de gemeente
- Cartaxo
- Ereira
- Lapa
- Pontével
- Valada
- Vale da Pedra
- Vale da Pinta
- Vila Chã de Ourique

## Stedenband
- Pucioasa (Roemenië)